# Ялпужель
Ялпужель (рум. Ialpugel) — річка в Молдові, що протікає в межах Леовського району, Кантемірського району і Комратського району АТО Гагаузія, права притока річки Ялпуг (басейн Дунаю). Притока другого порядку.

## Опис
Річка Ялпужель бере свій початок у лісовому масиві, за 2,8 км на північний схід від села Беюш, з дощового джерела на висоті 158,71 м, звідки формує своє русло, йде в напрямку з півночі на південь і закінчується за 1,5 км на північний схід від села Олексіївка, впадаючи в річку Ялпуг. Річка зарегульована каскадом із 3 водосховищ.
Постійним джерелом живлення річки вважають джерело, розташоване по руслу за 5,5 км нижче від дощового джерела. Його висота 104,06 м. Географічні координати: 46°25'22,67" пн. ш. і 28°31'19,48" сх. д.
У верхній течії долина річки слабко виражена, потім набуває широкої і добре вираженої трапецієподібної форми. Заплава симетрична, рівна, двостороння, використовується для вирощування зернових культур та винограду. Русло шириною від 1,0 м до 10,0 м, у заплавній частині — 19 м, глибина річки у верхній та середній течії від 0,04 до 0,1 м. Дно русла мулисте, товщина мулового шару від 0,15 до 0,2 м. Береги з глиняним субстратом, висотою 1,5-2,5 м. Течія відносно лінива, на деяких ділянках вода застоюється. Швидкість води 0,1-0,25 м/с. На останніх 7-10 км верхньої течії, на ділянці річки від джерела до села Борогань русло річки було зарегульовано шляхом спрямування та поглиблення. Річковий стік регулюється водосховищем Борогань.
У середній течії річка протікає через села Борогань, Дудулешти, Садик, Тараклія та Котовське. На цій ділянці долину річки активно використовують для вирощування зернових та технічних культур, винограду. Русло річки зарегульоване, течія води лінива, на деяких ділянках спостерігається її застоювання. Річковий стік у середній течії регулюється водосховищами Садик та Котовське.
Нижня течія річки Ялпужель характеризується пологішим ухилом, тому вода на деяких ділянках застоюється. Схили берегів покриті ярами. Долину річки використовують для вирощування зернових і технічних культур, винограду, фруктів.

## Морфометричні та морфографічні характеристики
- Довжина основного русла[ru] 59,635 км[1];
- довжина басейну 55,9 км[1];
- площа водозбірного басейну 523,487 км²[1];
- падіння 133,71 м, середній ухил становить 2,4 м/км (0,0024 %)[1];
- звивистість річки 1,058[1];
- щільність гідрографічної мережі 0,889 км/км²[1];
- частка озер 0,744 %[1];
- частка лісів 11,23 %[1].

## Водозбірний басейн річки
Праві притоки
- притока третього порядку Сасегел (рум. Sasâghiol). Гирло розташоване неподалік села Котовське, на висоті 40,06 м[1].

## Гирло річки
Гирлом річки Ялпужель є річка Ялпуг. Місце злиття річок розташоване за 1,5 км на північний схід від села Олексіївка на висоті 25,0 м.

## Історія
Природний гідрологічний режим річки в минулому змінено з метою захисту від лінійної ерозії, накопичення води для іригації, а також рибництва та рекреації.
З цією метою в руслі річки Ялпужель збудовано водосховища:
- водосховище Борогань — розташоване за течією річки вище від села Борогань, об'єм 1,6 млн м³ води. Загальні відомості про водойму: тип — руслова; регулювання стоку — багаторічне; призначення: іригація, рибництво, рекреація[1];

- водосховище Садик — розташоване за течією річки вище від села Садик, об'єм 2,0 млн м³ води. Загальні відомості про водойму: тип — руслова; регулювання стоку — багаторічне; призначення: захист від лінійної ерозії, накопичення води для іригації, рибництво, рекреація. Введено в експлуатацію 1975 року, проєкт — Молдсільгосппроєкт[1];

- водосховище Котовське — розташоване за течією річки вище від села Котовське, об'єм 1,06 млн м³ води. Загальні відомості про водойму: тип — руслова; регулювання стоку — багаторічне; призначення: накопичення води для іригації, рибництво, рекреація. Введено в експлуатацію 1978 року, проєкт — Молдсільгосппроєкт[1].

## Екологічний стан річки
| Гідрохімічні показники якості | 2020  |
| Гідрохімічні показники якості | 22.10 |
| Na++K+                        | V     |
| Амонійний азот                | IV    |
| Мінеральний фосфор            | III   |
| Мінералізація                 | IV    |

Основний антропогенний вплив на стан річки чинять населені пункти розташовані вздовж річки та її притоки Сасегел. До природних факторів впливу на якісні параметри річки належать інтенсивні зливи, внаслідок яких інтенсифікуються процеси змивання з поверхні водозборів твердих частинок, хімічних речовин, що використовуються в сільському господарстві, а також побутового сміття.
2020 року, з метою визначення гідрохімічних показників якості води в річці Ялпужель у районі села Борогань, проведено лабораторні дослідження, за результатами яких встановлено класи якості поверхневих вод (зведені дані наведено в таблиці). Воду річки віднесено до V класу якості (дуже забруднені).
При цьому було зафіксовано перевищення встановлених норм: у 3,7 раза — для амонійного азоту; в 2,1 раза для Na++K+ ; у 1,5 раза — для загальної мінералізації.